# Festa di san Rocco (Satriano di Lucania)

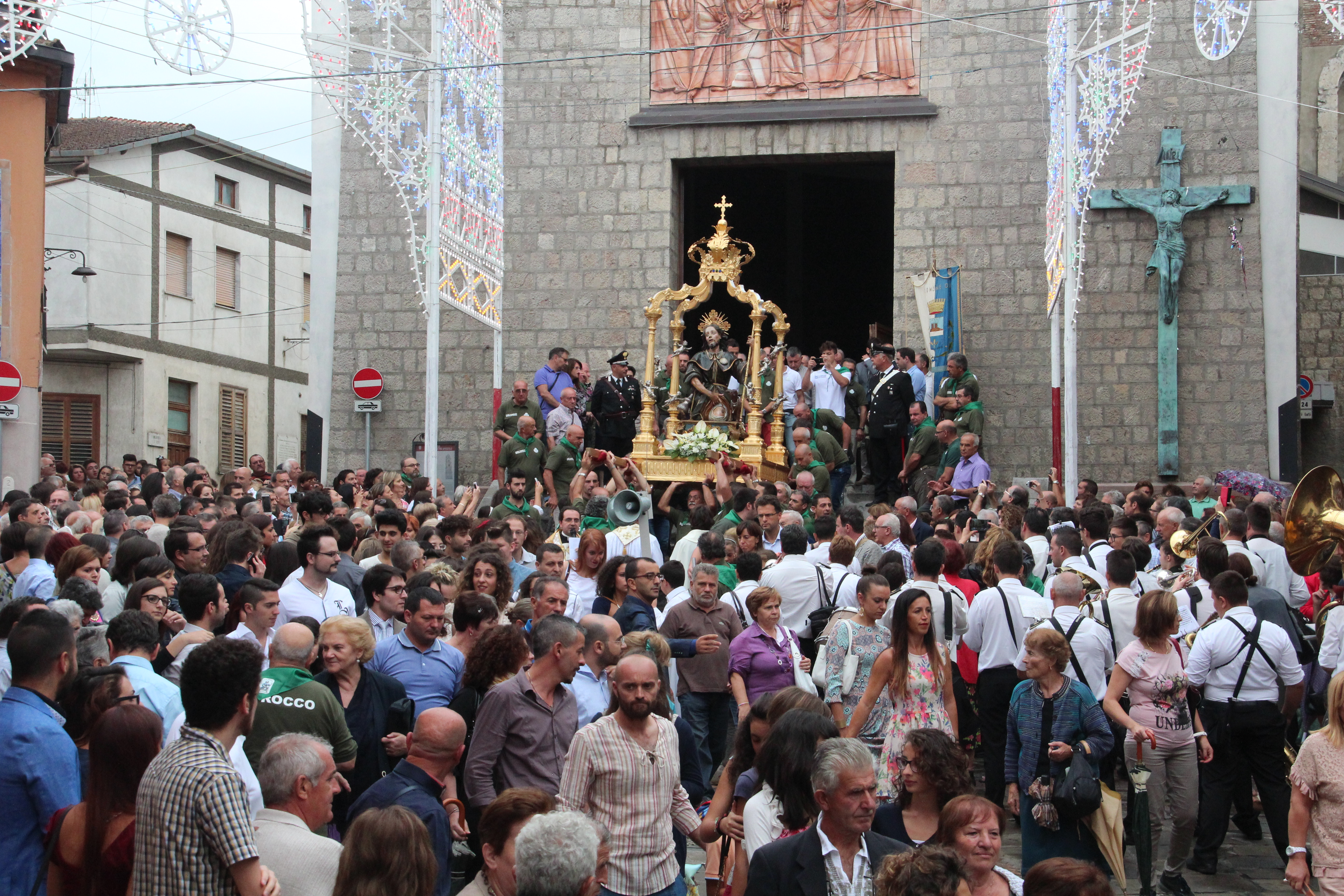
Momento immediatamente successivo alla solenne uscita del simulacro di San Rocco a Satriano di Lucania

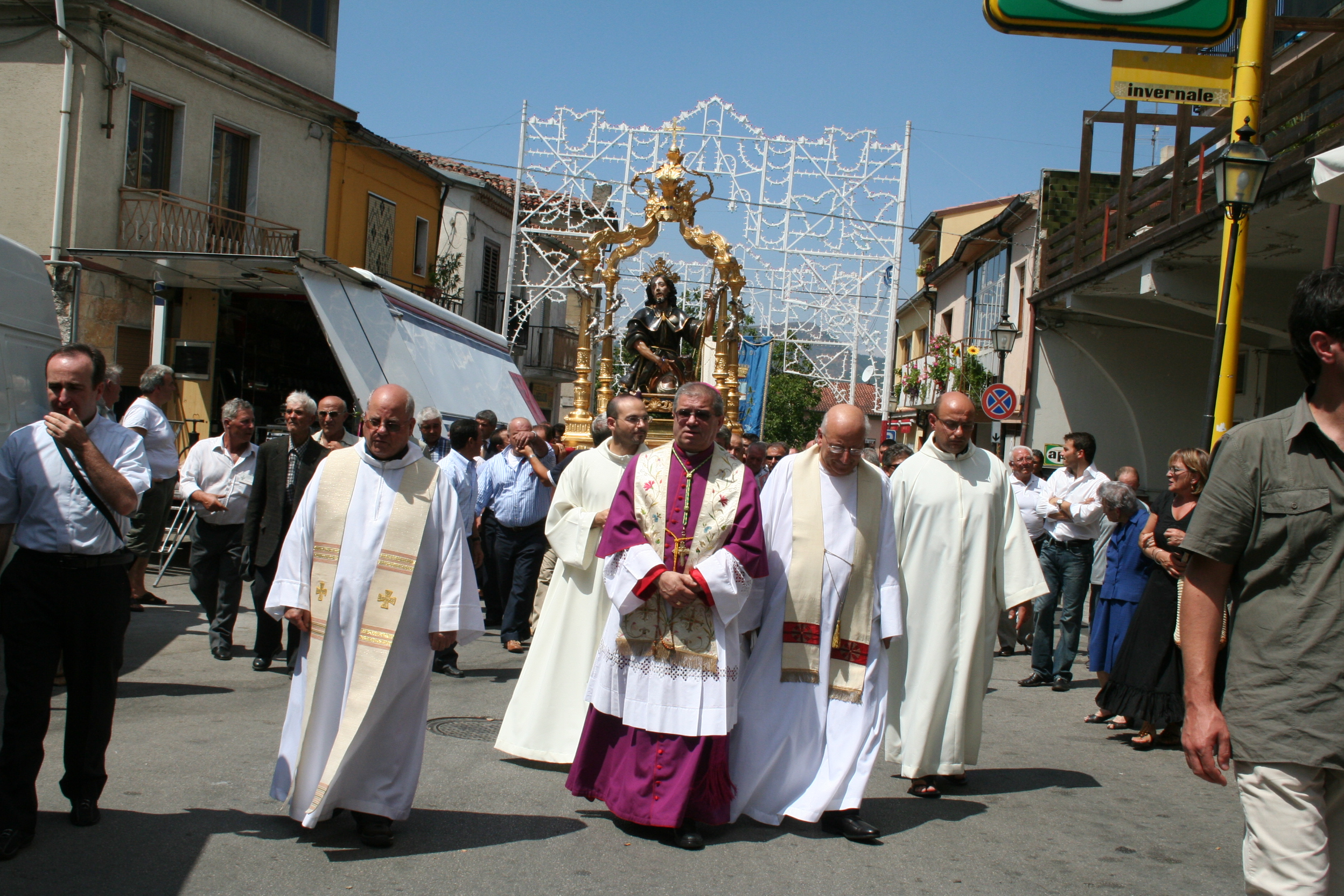
Momento della Processione di San Rocco a Satriano di Lucania.

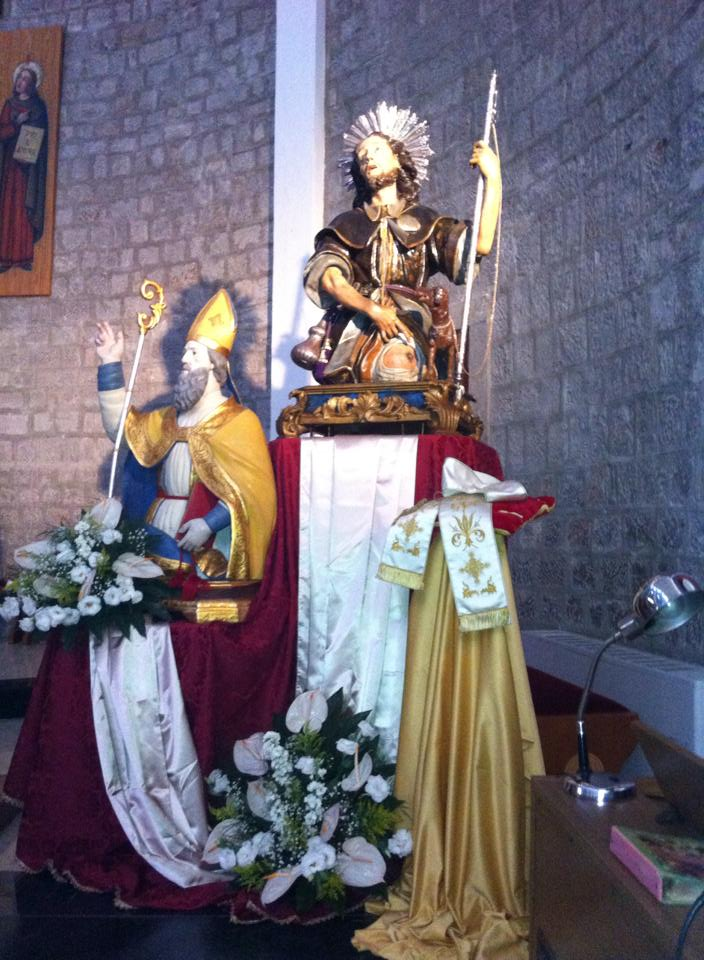
San Rocco e San Donato.

La festa dedicata a san Rocco è la principale e più importante manifestazione religiosa di Satriano in Basilicata e si tiene annualmente il 16 maggio, il 16 agosto e il 16 dicembre.
È annoverata tra le più famose e influenti celebrazioni civili e liturgiche della Valle del Melandro e di tutta la regione.

## Storia
L'elevazione di San Rocco a patrono dell'allora Pietrafesa risale, come si legge in un atto notarile ritrovato nell'archivio di Stato di Potenza, al 22 ottobre del 1656 quando il governo cittadino e la popolazione ritennero di essere stati preservati dalla terribile pestilenza diffusasi in quel periodo grazie all'intercessione del Santo francese. Da quel momento l'a venerazione del famoso pellegrino proveniente da Montpellier, è stata motivo di forte coinvolgimento popolare che ha spinto in passato e continua a spingere ancora oggi grandi masse di fedeli, turisti e pellegrini che popolano il centro il giorno del 16 agosto di ogni anno.

## San Rocco di maggio
La festa di San Rocco del 16 maggio è preceduta dal triduo, che inizia il 13 maggio e finisce il 15. Nella mattinata non si svolge alcun tipo di rito particolare, eccetto le visite all'immagine di San Rocco, conservata in chiesa matrice. Nel pomeriggio avviene il cosiddetto "Raduno dei Rocco e dei portatori del Santo", durante il quale tutti i devoti a San Rocco si riuniscono nel teatro Anzani o nella piazza Umberto I per la deposizione di una corona al monumento dei caduti. Più tardi viene celebrata una messa solenne seguita dalla processione per le vie della cittadina. Arrivati alla fine di corso Trieste, strada principale della cittadina e suo ingresso ufficiale, viene offerto l'incenso a San Rocco. Dopodiché la processione continua, fermandosi solo in piazza Garibaldi per assistere ai fuochi pirotecnici, quindi il corteo percorre l'ultimo tratto, via San Rocco. La processione è accompagnata non solo dalla musica bandistica, ma anche dai canti in onore di San Rocco. Alla fine della processione la statua viene riportata in chiesa, dove segue il saluto alla statua, baciata dai fedeli. Alcuni giorni dopo, la statua viene riposta nella cappella che in tempi ordinari la ospita.

## San Rocco di agosto
Questo è il periodo più denso di festività per Satriano. In questo mese, infatti, non si celebra solo la festa di San Rocco, ma anche quelle in onore di Santa Lucia, di San Donato e della Madonna Assunta.

### Novena dell'Assunta
Il 6 agosto inizia la novena in onore della Madonna Assunta, che si tiene in chiesa vecchia tutte le mattine alle 7:30.

### Novena di San Rocco
Il 7 agosto inizia la novena di San Rocco. Tutte le sere, per nove giorni, viene celebrata la messa, seguita dalle preghiere della novena, che si recita ai piedi del trono di San Rocco e alla presenza della reliquia del Santo. Essa si svolge in preparazione spirituale alla festa di San Rocco.

### Festa di Santa Lucia
ll giorno di Santa Lucia è il primo degli appuntamenti centrali delle festività. La memoria liturgica della Santa Siracusana ricorre il 13 di dicembre -giorno durante il quale la comunità si raccoglie per celebrarla- ma il solenne festeggiamento venne ricollocato ad agosto, in apertura delle raggruppate festività patronali, perché i contadini e i lavoratori satrianesi potessero vivere al meglio il periodo, mettendo da parte gli impieghi abituali per poter pensare all'accoglienza degli ospiti nelle proprie case, ornate a festa più che mai.
La giornata si apre con i pellegrinaggi a piedi che fin dal primo mattino i devoti intraprendono. Vengono celebrate due messe: la prima la mattina e la seconda nel pomeriggio, immediatamente seguita dalla celebrazione della novena in onore del celeste patrono Rocco.

### Festa di San Donato
Il 14 agosto il popolo satrianese fa memoria del vescovo e martire San Donato d'Arezzo e celebra la giornata internazionale del malato. La giornata si apre con una celebrazione mattutina nella chiesetta dedicata al Santo, alla fine della quale il venerato simulacro viene traslato in chiesa matrice, ove sosterà fino alla messa della sera per ricevere l'omaggio di tutti devoti. Nel tardo pomeriggio viene celebrata una messa solenne, durante la quale gli anziani e i malati vengono unti con l'Olio degli infermi e ricevono una speciale benedizione. Alla fine della messa i fedeli si raccolgono ai piedi del sagrato, per aspettare l'uscita della statua e iniziare la processione che riaccompagnerà l'immagine alla sua chiesa, che resterà aperta fino a tarda sera per permettere a tutti i fedeli di rivolgere un saluto al protettore dei malati e degli anziani.

### Festa della Madonna Assunta
Il 15 agosto cade la festa della Madonna Assunta. La statua della Madonna Assunta è conservata nella chiesa di Santa Maria di Costantinopoli o chiesa vecchia, la più antica della cittadina.
La mattina si tiene una messa in questa chiesa alle 7:30 del mattino, dopo la quale la statua della Madonna viene portata in chiesa matrice, dove è riposta in attesa della solenne messa delle 11:00. Durante questa lo stellario d'argento viene sostituito con quello d'oro. Alla fine di questa celebrazione la statua della Madonna riceve l'omaggio dell'incenso sul sagrato della chiesa matrice; viene portata in processione per le vie della cittadina, riceve nuovamente l'incenso alla fine di corso trieste e infine rientra nella chiesa vecchia, che resterà aperta fino a sera, ospitando un'altra messa nel pomeriggio.

### Festa di San Rocco

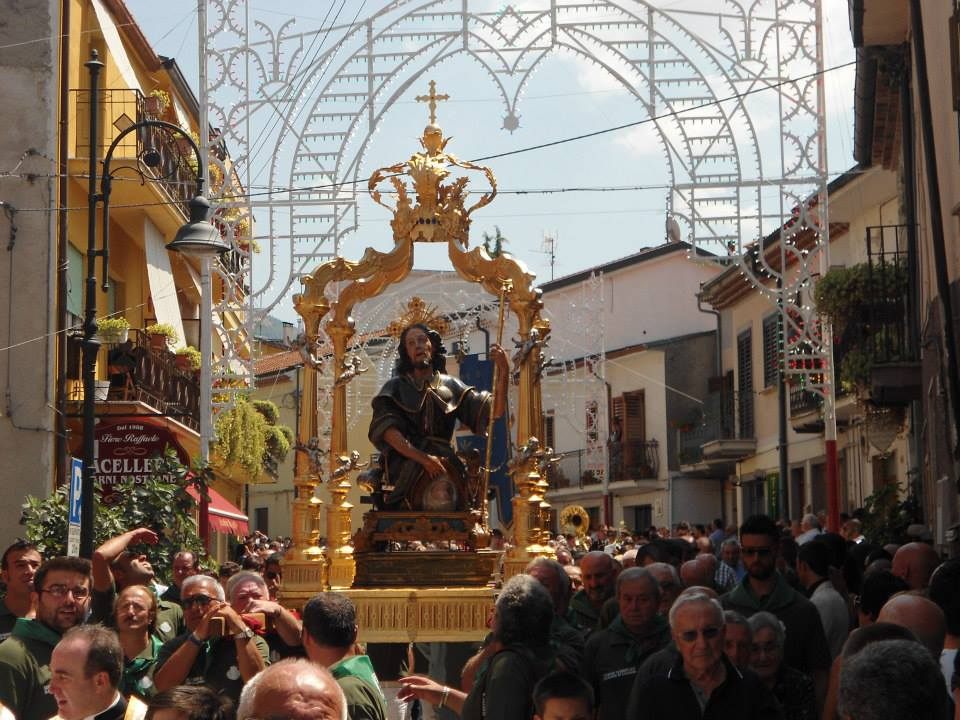
Processione di San Rocco a Satriano di Lucania

La giornata del 16 agosto è sicuramente la più solenne manifestazione di fede e devozione verso il Santo Patrono da parte dei satrianesi e degli abitanti dei dintorni. Infatti tutto il popolo cristiano si raccoglie intorno all'immagine sacra di San Rocco. Da tempo immemore l'alba del dì solenne viene salutata dallo sparo dei fuochi pirotecnici, che annunciano l'inizio delle celebrazioni. Nella chiesa matrice fervono gli ultimi preparativi che culminano con la sostituzione del corredo d'argento della statua con quello d'oro che viene imposto solo e unicamente oggi.
La prima messa è celebrata in prima mattinata (7:30) in chiesa Madre, dove si svolgeranno tutte le funzioni della giornata.Immediatamente dopo la conclusione della prima liturgia ne viene celebrata una seconda. Alla fine di questa si svolge un tradizionale rito per affidare i bambini a San Rocco. Infatti, i pargoli indossando l'abito del pellegrino in segno di stima e di affetto nei suoi confronti si recano all'altare dove uno alla volta ricevono una speciale benedizione che si impartisce solo in questa occasione. In seguito avviene la benedizione dei cinti votivi che saranno portati durante la processione dai devoti. Infine, a concludere l'insieme, viene benedetta la banda, con un testo che fa riferimento all'armonia della musica in relazione al creato.
Si è a quel punto giunti al momento più grandioso della giornata, ossia la solenne messa concelebrata da più sacerdoti che anticipa l'uscita del simulacro. Alla fine della messa mentre il clero si ritira in sacrestia per prepararsi alla processione, i devoti si dispongono in piazza Plebiscito antistante la chiesa. Intanto le bandiere della Repubblica Italiana e della Città del Vaticano, insieme alla Croce marmorea accompagnata dai lampioni si posizionano alla testa del corteo. Immediatamente dopo questa si pone lo stendardo dei portatori e quello della parrocchia e a seguire i cinti votivi, dopo i quali inizia il corteo. Arriva dunque il momento più emozionante. Le campane suonano per avvisare tutta la valle che la comunità di Satriano è in festa. A quel punto avviene la storica e gloriosa uscita dell'antico trono di San Rocco. La gente applaude commossa mentre gli ottoni della banda intonano la marcia “Mosè” e un sacerdote offre l'incenso a San Rocco che sosta, mantenuto dal gruppo dei portatori, sul sagrato, come avviene per tutti i protettori. Finalmente la processione si snoda per le vie del borgo. Giunge al rione “Tuoppo” che indica simbolicamente l'accesso alla cittadina dove viene innalzata la supplica seguita dal responsorio e viene nuovamente offerto l'incenso. In questo momento di raccoglimento, ogni fedele esprime la propria preghiera al Patrono. La processione si rimette in cammino attraversando numerose vie e venendo salutata dal festoso suono delle campane di ogni chiesa davanti alla quale transita. In particolare la più antica chiesa di Satriano, dedicata a Santa Maria di Costantinopoli, venerata sotto il titolo di Assunta in Cielo e festeggiata dalla comunità il giorno precedente. Poco dopo, giunti in piazza Garibaldi si assiste agli spari dei “fuochi invisibili” così detti perché devono celebrare la gloria del Santo umile e pellegrino e non devono essere motivo di spettacolo per gli uomini. Viene infine percorsa la via dedicata al Santo e si giunge, girando intorno alla chiesa matrice, così da poter salutare tutti i devoti, nuovamente in piazza Plebiscito dove il simulacro sale sull'alto sagrato per ricevere, fra gli applausi della folla commossa, l'ultimo omaggio dei tanti. Si entra quindi in chiesa ove la statua entra con il volto perennemente rivolto verso i fedeli, quindi verso il paese, e viene posizionata al centro dell'altare centrale. Qui, dopo gli ultimi canti, la folla si accosterà per prendere la pace con il Santo, baciando la piaga della peste, simbolo del suo santo operato.  Durante il pomeriggio fra una celebrazione e l'altra la chiesa non manca mai di accogliere numerosi devoti che vengono a salutare e ad esprimere una preghiera al loro patrono, in una silenziosa e religiosa atmosfera.
L'ultima messa del pomeriggio e quindi della giornata viene celebrata alle 20:00, ed è alla fine di questa che si registra uno dei più alti numeri di presenze in quanto tutti si recano in chiesa per chiudere la giornata rivolgendo ancora una volta una preghiera e una supplica al Santo. La chiesa resta aperta tutta la serata, fino a mezzanotte quando durante lo spettacolo pirotecnico le campane annunciano la chiusura della giornata.

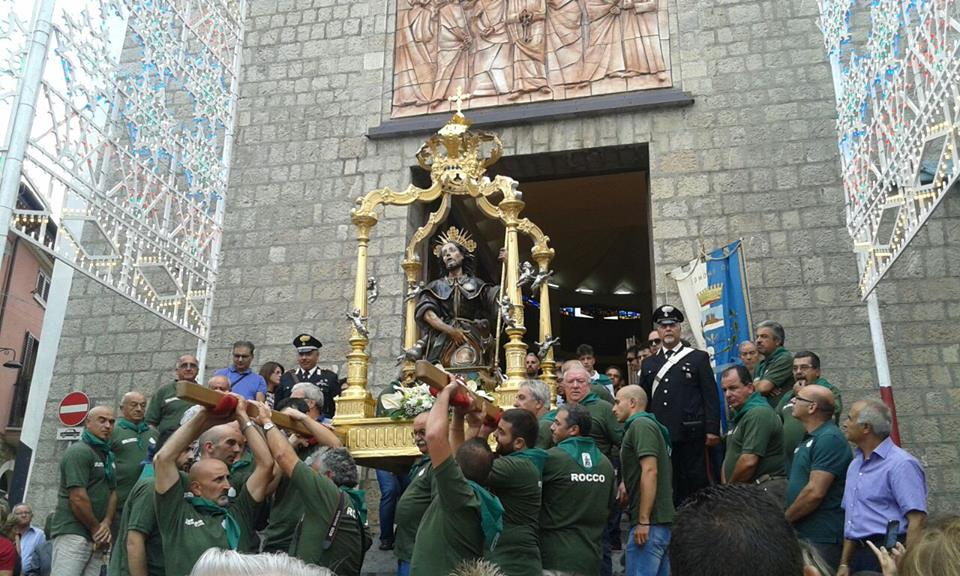
Solenne uscita del simulacro.

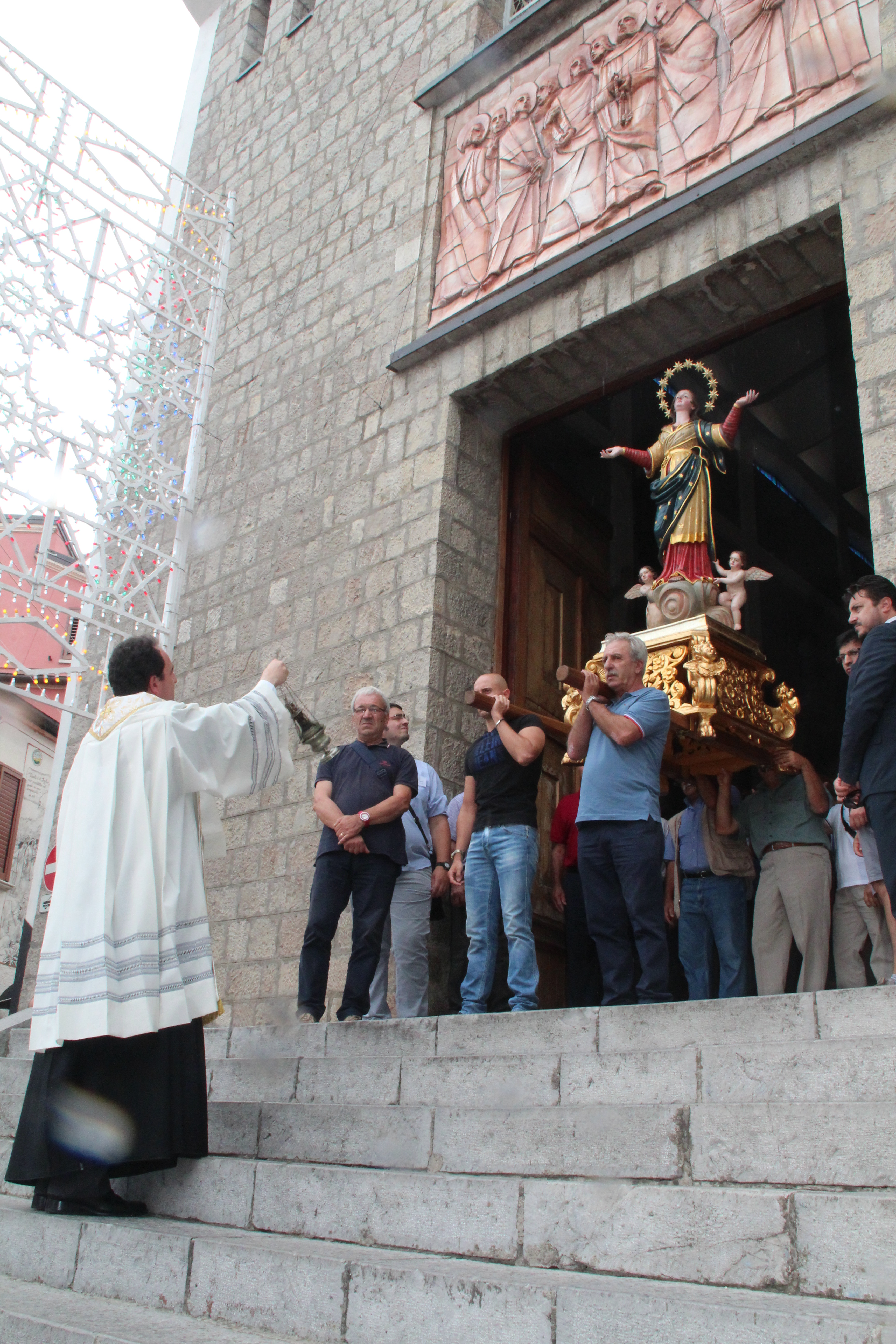
Offerta dell'inncenso all'uscita della Madonna Assunta a Satriano di Lucania

#### Messa di ringraziamento e bacio della reliquia
La tradizione vuole che si renda grazie a San Rocco per il tranquillo svolgimento della festa ormai passata. Per questo il 17 si celebra la messa di ringraziamento in chiesa matrice.
Alla fine di questa, avviene il tradizionale bacio della reliquia di San Rocco.

## San Rocco di dicembre
La notte del 16 dicembre del 1857 un violento terremoto colpì la zona di Satriano senza però arrecare gravi danni agli edifici e alla popolazione. I satrianesi e gli abitanti dei paesi limitrofi attribuirono la salvezza a un intervento divino e quindi si riversarono in chiesa per ringraziare San Rocco. Da quel momento, ogni anno, la sera del 16 dicembre si celebra una messa solenne per rendere grazie a San Rocco.

## Festeggiamenti civili

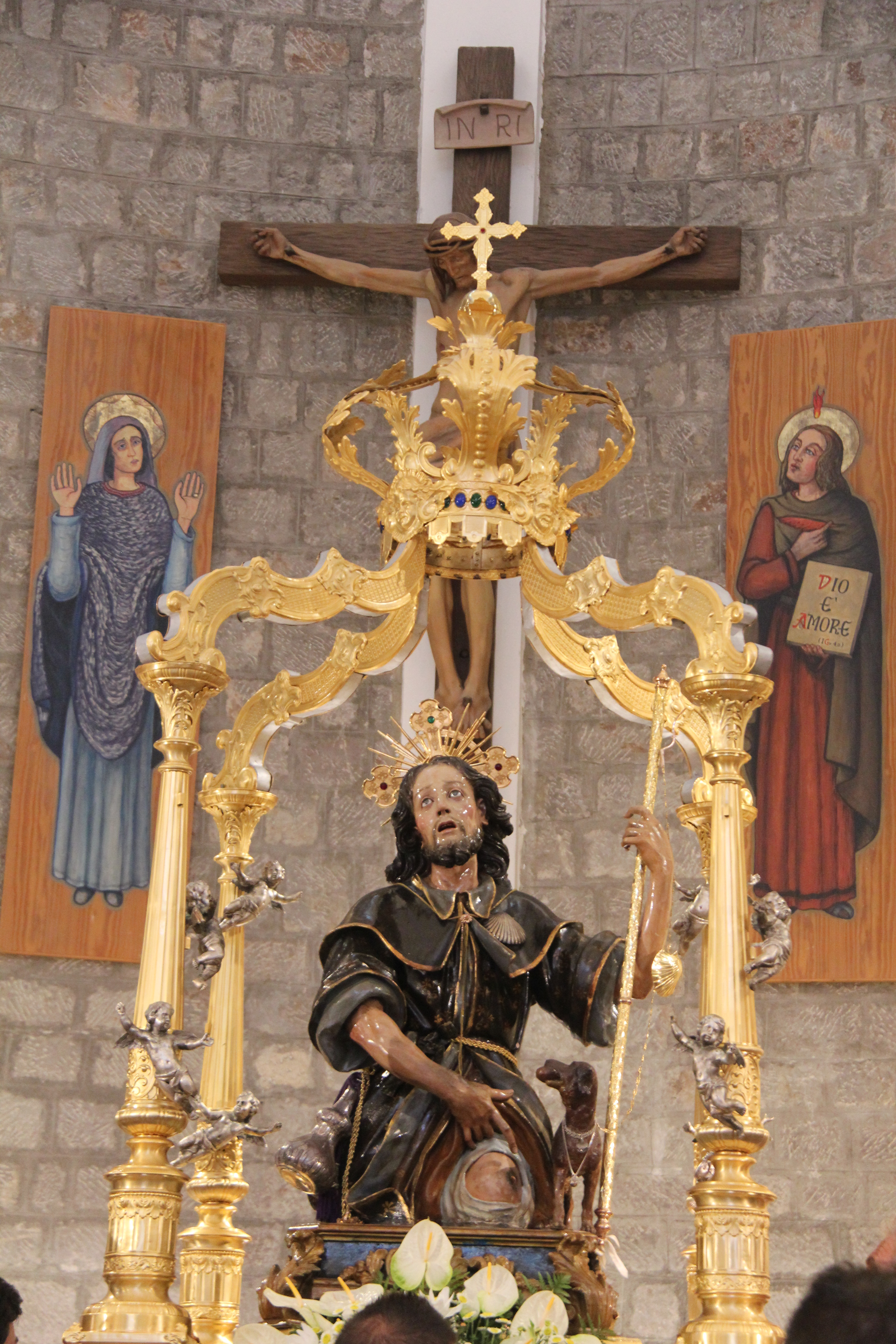
Simulacro di San Rocco di Satriano di Lucania pronto per la solenne processione.

Ai festeggiamenti religiosi si aggiungono quelli civili: l'intera estate è animata da feste ed eventi artistici che trovano il loro apice nel mese di agosto, in particolare nei giorni del 13, 14, 15 e 16 agosto.
Già nei primi giorni di agosto il borgo viene animato da feste e manifestazioni, organizzate dall'amministrazione comunale e contenute nel tradizionale cartellone "Arte e spettacolo". Il paese diventa infatti scenario di importanti eventi artistici e culturali, che si svolgono spesso nelle strade e nelle piazze o in contenitori culturali quali palazzi o castelli. Fra le manifestazioni più importanti ricordiamo "Musica in corso", festival che vede giovani talenti appartenenti ad ogni genere musicale esibirsi lungo Corso Trieste, "Le domeniche del folk", "Per le antiche vie del Pietrafesa", festival che ricorda la memoria dell'importante pittore Giovanni De Gregorio, originario di Satriano. In questa manifestazione il borgo viene allestito con stand gastronomici per degustare pietanze locali ed è possibile assistere a concertini musicali col fine di allietare le serate.
In questo periodo si svolge il famoso festival internazionale "Lucania Etno Folk", sotto la direzione artistica di Eugenio Bennato. Il festival ha visto negli anni la partecipazione di artisti come Enzo Avitabile, Pietra Montecorvino, Ambrogio Sparagna, Simone Cristicchi, Angelo Branduardi, Ciccio Merolla, Roy Paci gli scozzesi Stramash e molti altri.
Nelle serate di questi giorni il borgo di Satriano, e in particolare la piazza Umberto I, si riempie di gente che viene ad assistere ai numerosi concerti e alle manifestazioni che animano la cittadina.
Di particolare interesse la serata del 16 agosto, nella quale un artista di interesse nazionale si esibisce in concerto, chiudendo così l'intensa giornata di festeggiamenti dedicata a San Rocco.
Anche il 16 maggio la popolazione si riunisce in una serata di festa, spesso allietata da un concerto di musica bandistica.

## Statua di San Rocco
La statua di San Rocco che si venera nella chiesa matrice di Satriano fu realizzata dallo scultore seicentesco Giacomo Colombo. L'immagine ha la solita iconografia del Santo: bastone, il bubbone della peste, il cane con in bocca il tozzo di pane, l'abito del pellegrino, lo sguardo in estasi e la barba nera. Da notare il braccio che indica la gamba per la precisione dei muscoli e in particolare del gomito, oltre che il realismo nel rappresentare la mano che si chiude attorno al bastone. L'espressività del volto rende al meglio l'idea di un uomo in un momento di estasi, con entrambi gli occhi rivolti al cielo a guardare l'angelica visione che gli si proponeva. Un'ultima considerazione sul vestito: il Colombo deve aver studiato a fondo per la realizzazione di pieghe d'abito così precise.

### Corredo della statua
La statua possiede un corredo composto da tre bastoni, da tre aureole, una conchiglia in argento, un largo cappello argentato chiamato pétaso e una bisaccia per il trasporto di acqua, oli santi, denaro e pane.
In tempi ordinari, la statua viene conservata nel cappellone di San Rocco, che ospita anche un polittico sulla vita del Santo. In questo periodo la statua possiede l'aureola e il bastone feriali, che in occasione della festa di dicembre, così come in quella di maggio, vengono sostituiti dall'aureola e il bastone d'argento.

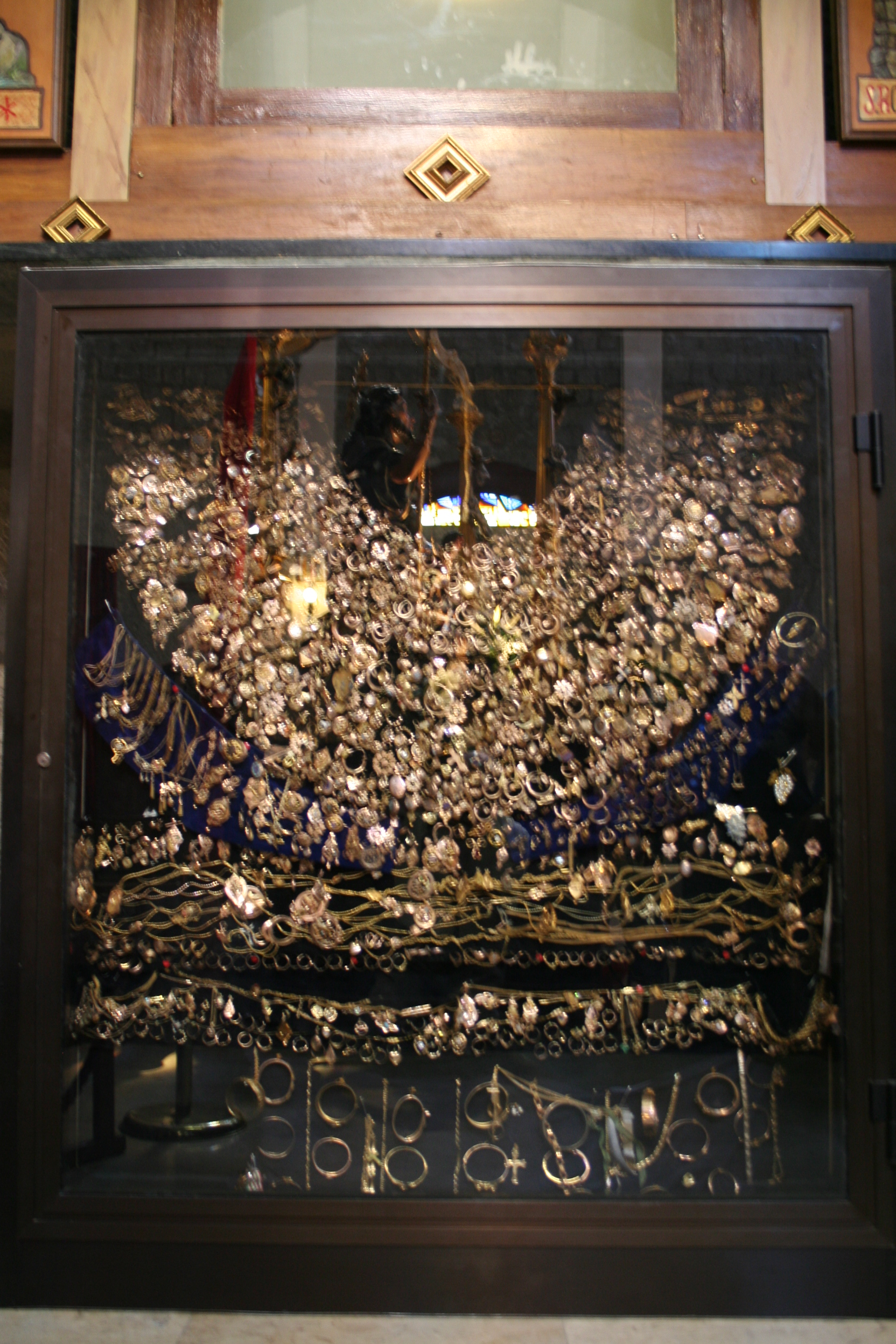
L'oro esposto durante la festa.

Per la festa di agosto la statua veste invece l'aureola e il bastone d'oro, per sottolineare la maggiore importanza di questa ricorrenza rispetto alle altre due.

### Oro di San Rocco
San Rocco possiede un ricco corredo d'oro, che viene esposto nei giorni della festa, anche se, come avveniva in passato,non viene più usato per vestire il Santo nei momenti di maggiore solennità. Questo corredo è formato da una mantellina in tessuto completamente ricoperta di monili in oro, vari anelli e bracciali d'oro anch'essi cuciti a pezzi di stoffa e alcune fasce impreziosite da orecchini d'oro. Inoltre sono conservate numerose catenine e collane in oro, oltre ad alcuni bracciali che nel giorno della festa venivano messi al braccio del Santo. Si conservano anche numerosi ex voto in argento e alcuni orologi, e i più recenti doni dei devoti.

## Canti a San Rocco

### Responsorio

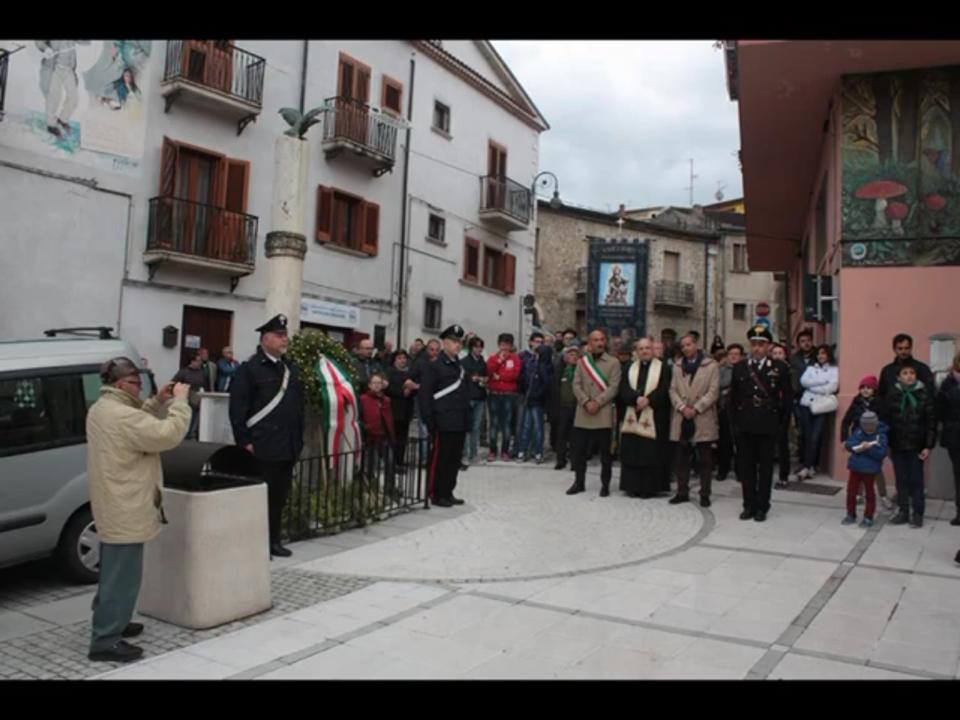
Manifestazione in occasione della festa di San rocco a maggio,alla presenza delle autorità religiose e civili.

Ave, Roche sanctissime.
Nobili natus sanguigne,
Crucis siguaris schemate
Sinistro tuo latere.
Roche profectus peregre

Mortis actus pestiferae
Curasti tu mirifice
Tangendo salutifere.
Vale, Roche angeliche,
Vocis citatus flamine,
Obtinuisti deifice
A cunctis pestem pellere.
Presta, pater Piissime,

Patrique Compar Unice, 
Cum Spiritu Paraclito
Regnans per omnia saecula. Amen.
OREMUS

La processione dell'Assunta in uno scatto del secolo scorso

Populum tuum, quaesumus Domine, continua pietate, custodi, et, beati Rochi suffragantibus meritis, ab omni fac animae ed corporis contagione securum.
Per Christum Dominum nostrum. Amen

### O gran Padre dei Padri nostri

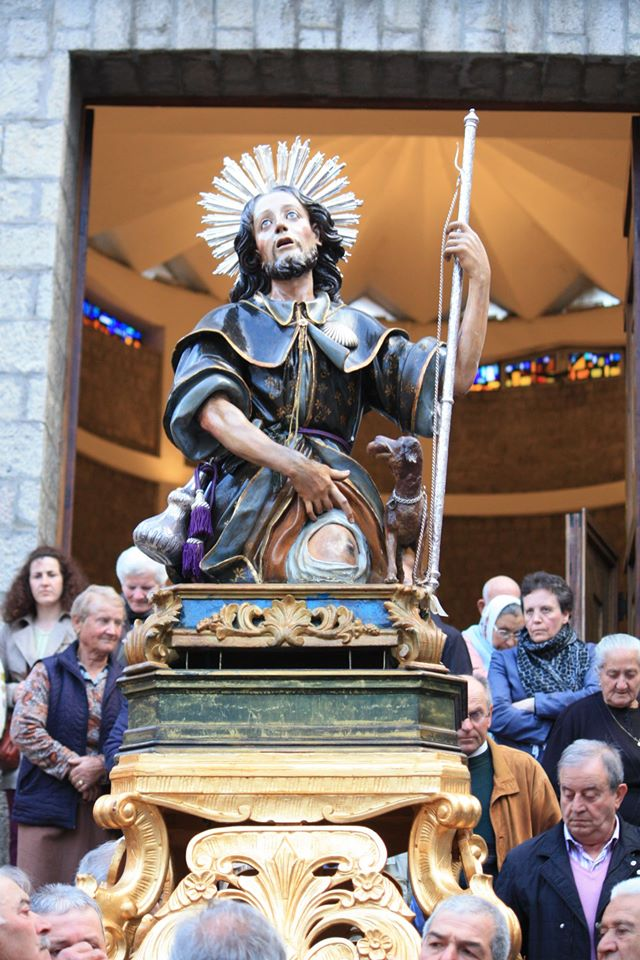
Uscita della processione di San Rocco a maggio

O gran Padre dei Padri nostri
Volgi a noi pietoso il ciglio:
scanseremo ogni periglio
grazia avrem da Dio mercé.
A Dio solo i puri affetti,
ed all'uom sostanza e vita
tu donasti e in noi scolpita
è tua santa carità
O gran Padre dei Padri nostri
Volgi a noi pietoso il ciglio:
scanseremo ogni mperiglio
grazia avrem da Dio mercé.
Or dal ciel, Gran Santo, implora
a noi pace in tanta guerra,
Deh! Preservaci in sulla terra
dal contagio e dall'error.

### Strofa della novena

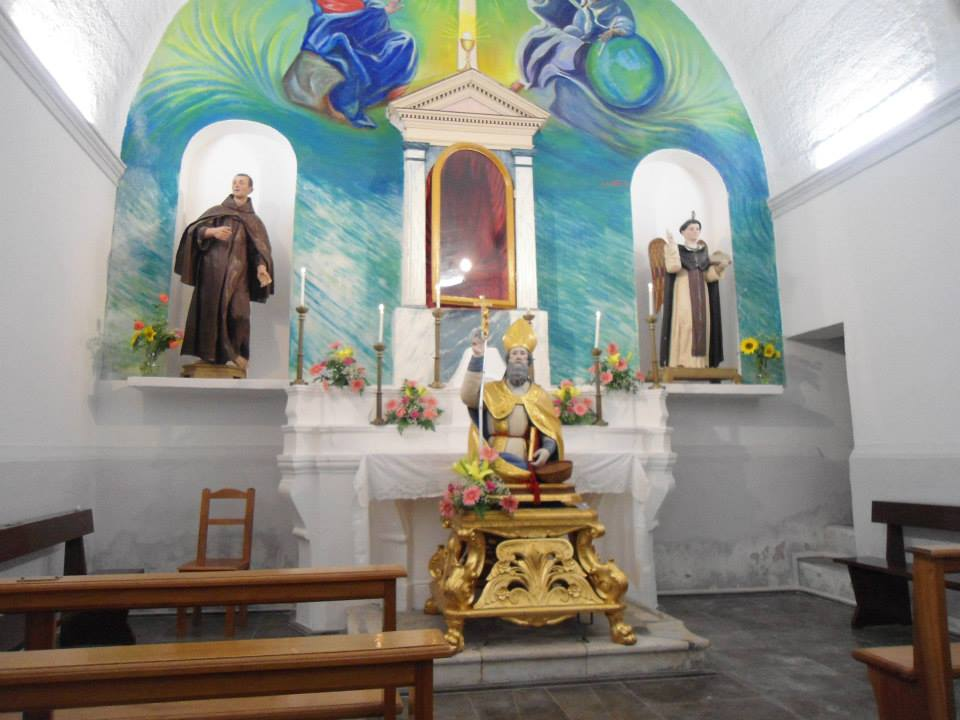
La cappella di San Donato nel giorno della festa

Come Voi, gran Protettore,
foste ogn'or paziente ed umile
impetrate al nostro cuore
la pazienza e l'umiltà.
Dalla peste del peccato
questo popolo devoto
potentissimo avvocato
difendete per pietà.
Voi gioiste nelle sventure
che ai suoi figli il ciel
comparte, a gioir fate
noi pure, nelle nostre avversità.
Rit.
Fate Voi che ognuno ottenga
di frenar gli affetti rei da Dio
grazia che prevenganostra
uman fragilità.
Rit.
O San Rocco glorioso,
questi sensi in noi serbate,
finché l'ora del riposo
con la morte giungerà.
Rit
Impetrate in quel periglio
a noi mezzi di salute
che lasciò l'Eterno Figlio
per l'afflitta umanità.